# Doron Dororon
Doron Dororon (ドロンドロロン?) es una serie de manga japonesa escrita e ilustrada por Gen Ōsuka. Comenzó a serializarse en la revista Shōnen Jump el 29 de noviembre de 2021 hasta el 28 de agosto del 2022, siendo recopilado en cinco volúmenes tankōbon en total.

## Sinopsis
En un mundo habitado tanto por humanos como monstruos llamados «Mononoke», los samuráis, quienes funcionan como seguridad pública, son quienes se encargan de proteger a las personas de dichos seres sobrenaturales. Dora Sasaki, un adolescente que odia a los Mononoke debido a que uno de ellos asesinó a su madre, es rechazado por el cuerpo de samuráis. Sin embargo, posteriormente se encuentra con un pequeño Mononoke llamado Kusanagi cuya misión es erradicar a los Mononoke malvados. Entonces, es aquí donde la historia comienza, con Dora y Kusanagi formando equipo para acabar con los Mononoke que osan matar a los seres humanos.

## Personajes
- Dora Sasaki (佐々木 ドラ, Sasaki Dora?)

El protagonista, un chico con buenas habilidades de pelea pero sin poder sobrenatural. Debido a que no puede entrar en el cuerpo de Samuráis, hace una alianza con Kusanagi para proteger la ciudad juntos.
- Kusanagi (クサナギ?)

Un pequeño Mononoke capaz de cambiar la forma de su cuerpo, transformándolo en cosas como desde armas hasta objetos. Quiere crear un mundo más amable, ya que los Mononoke aterrorizan a los humanos y acaban con sus vidas. Por esto mismo, crea una alianza y amistad con Dora.
- Ginchiyo Yagyū (柳生 ギンチヨ, Yagyuu Ginchiyo?)

Perteneciente al cuerpo de seguridad Samurái Izanagi, es una de las Samurái más fuertes de la organización y también, la nieta de uno de los alto mando. Descubre a Dora y a Kusanagi y decide integrarlos dentro de la organización.
- Heisuke Ujii (雲林院 ヘイスケ, Ujii Heisuke?)

Samurái de alto rango. Siempre se le ve tranquilo y con una expresión aburrida en su rostro. Sin embargo, es uno de los agentes más fuertes de todos, capaz de liquidar a varios Mononoke humanoides él solo.
- Touma Toda (富田 トウマ, Toda Touma?)

Miembro del cuerpo Samurái, es un antiguo conocido de Dora del instituto, quien siempre lo invitaba a pelear pero siempre perdía. Es enérgico y muy amistoso, al igual que también, se preocupa mucho por sus compañeros.
- Naotora Kamiizumi (上泉 ナオトラ, Kamiizumi Naotora?)

Una chica de pelo de punta la cual es una samurái de alto rango, ella toma interés en Dora y Kusanagi luego de que estos regresasen de la lucha contra los 4 Mononokes Humanoides.
- Yuusai Yagyū (柳生 ユウサイ, Yagyuu Yuusai?)

El abuelo de Ginchiyo, es el comandante de batalla de la Corporación Izanagi. Es gentil y amable, hasta el punto de dejar que Dora y Kusanagi entren en la Corporación.

## Publicación
Doron Dororon es escrito e ilustrado por Gen Ōsuka. Comenzó a publicarse en la revista Shōnen Jump de Shūeisha el 29 de noviembre de 2021. Shūeisha recopila sus capítulos en volúmenes tankōbon individuales. El primer volumen se publicó el 4 de abril de 2022 y, siendo en total, 5 volúmenes publicados.
La serie está siendo publicada simultáneamente en inglés por VIZ Media y la plataforma en línea Manga Plus de Shūeisha.
| Volúmenes de manga publicados | Volúmenes de manga publicados | Volúmenes de manga publicados |
| Número                        | Fecha de publicación          | ISBN                          |
| ----------------------------- | ----------------------------- | ----------------------------- |
| 1                             | 4 de abril de 2022            | ISBN 978-4-08-883119-0        |
| 2                             | 3 de junio de 2022            | ISBN 978-4-08-883180-0        |
| 3                             | 2 de septiembre de 2022       | ISBN 978-4-08-883229-6        |
| 4                             | 4 de octubre de 2022          | ISBN 978-4-08-883324-8        |
| 5                             | 4 de octubre de 2022          | ISBN 978-4-08-883180-0        |

## Recepción
Christian Markle de CBR elogió la serie. Sentía que el protagonista principal era similar a Asta de Black Clover, mientras que también sintió que la trama general se basaba en My Hero Academia y Jujutsu Kaisen. A pesar de eso, sintió que eran lo suficientemente diferentes como para hacer que la serie se sintiera única. Steven Blackburn de Screen Rant también ofreció algunos elogios, aunque le preocupaba que la serie tomara algunos elementos de la trama de Ghost Reaper Girl que no le gustaban.